# Batocera granulipennis
Batocera granulipennis är en skalbaggsart som beskrevs av Stefan von Breuning 1948. Batocera granulipennis ingår i släktet Batocera och familjen långhorningar.
Artens utbredningsområde är Ghana. Inga underarter finns listade.